# Copa Ciudad Viña del Mar 2001
La Copa Ciudad Viña del Mar 2001, duodécima edición correspondiente al tradicional torneo Copa Ciudad Viña del Mar, tuvo como participantes al local Everton, al club brasileño Internacional, a los equipos universitarios chilenos Universidad de Chile y Universidad Católica y a Santiago Wanderers. 

## Datos de los equipos participantes
| Equipo               | Calidad                                                       |
| -------------------- | ------------------------------------------------------------- |
| Everton              | Anfitrión y decimoquinto de la Primera División de Chile 2000 |
| Universidad de Chile | Invitado y campeón de la Primera División de Chile 2000       |
| Universidad Católica | Invitado y sexto de la Primera División de Chile 2000         |
| Santiago Wanderers   | Invitado y noveno de la Primera División de Chile 2000        |
| Internacional        | Invitado y noveno en el Campeonato Brasileño 2000             |

## Modalidad
Definido como torneo cuadrangular, los organizadores estimaron que siendo la presencia de los clubes universitarios más atractiva, decidieron otorgar un solo cupo para Everton y Wanderers, de tal forma que uno de ellos quedaba fuera de la disputa del trofeo, denominada en este torneo Copa “Viva Viña”.  
Jugado en cuatro fechas bajo el sistema de eliminación directa. El título de campeón lo disputan los equipos ganadores de los dos primeros partidos y los equipos perdedores compiten para dirimir el tercer y cuarto lugar. Los empates se definen mediante lanzamientos penales.

## Desarrollo

### Clasificatoria
| 12 de febrero de 2001 | Everton | 0:1 | Santiago Wanderers     | Estadio Sausalito, Viña del Mar |                            |
|                       |         |     | 44' Rodrigo Valenzuela | Árbitro(s): Eduardo Gamboa      | Árbitro(s): Eduardo Gamboa |

### Cuadrangular
| 13 de febrero de 2001                                          | Universidad de Chile     | 1:1 | Internacional    | Estadio Sausalito, Viña del Mar |                          |
|                                                                | Pedro González 33' (pen) |     | 52' Luis Claudio | Árbitro(s): Jorge Osorio        | Árbitro(s): Jorge Osorio |
| En definición a penales gana Internacional de Porto Alegre 6-5 |                          |     |                  |                                 |                          |

| 15 de febrero de 2001                                 | Santiago Wanderers                             | 3:3 | Universidad Católica                            | Estadio Sausalito, Viña del Mar |                        |
|                                                       | Arturo Sanhueza 2' · Silvio Fernández 22', 39' |     | 26', 38' Jaime González · 80' Arturo Norambuena | Árbitro(s): Pablo Pozo          | Árbitro(s): Pablo Pozo |
| En definición a penales gana Universidad Católica 4-1 |                                                |     |                                                 |                                 |                        |

### Tercer lugar
| 18 de febrero de 2001                        | Santiago Wanderers                       | 2:2 | Universidad de Chile                   | Estadio Sausalito, Viña del Mar |                            |
|                                              | Rodrigo Barra 15' · Silvio Fernández 56' |     | 32' Diego Rivarola · 90' Sergio Vargas | Árbitro(s): Braulio Arenas      | Árbitro(s): Braulio Arenas |
| En definición a penales gana S Wanderers 5-4 |                                          |     |                                        |                                 |                            |

### Final
| 19 de febrero de 2001 | Universidad Católica | 0:3 | Internacional                             | Estadio Sausalito, Viña del Mar |                           |
|                       |                      |     | 27' Marcelo Rosas · 56', 61' Luis Claudio | Árbitro(s): Eduardo Ponce       | Árbitro(s): Eduardo Ponce |

## Campeón
| Brasil                  |
| Internacional 2º título |